# 恋と霧笛と銀時計
横浜錦絵『恋と霧笛と銀時計』（こいとむてきのぎんどけい）は宝塚歌劇団のミュージカル作品。12場。
月組公演。作・演出は大関弘政。
併演作品は『レインボー・シャワー』。

## 概要
※『宝塚歌劇100年史（舞台編）』の宝塚大劇場公演を参考にした。
文明開化の横浜を舞台に、「黒船小僧」と異名をとった旧幕臣で、今は新聞記者の水野銀次郎が、アメリカ政府より贈られた銀時計の行き先を於追って反政府派の陰謀を暴いていく冒険活劇。
1983年に宝塚バウホールで上演された『恋と十手と千両箱』の姉妹編にあたる作品。

## あらすじ
※『宝塚歌劇100年史（舞台編）』の宝塚大劇場公演を参考にした。
政府高官である親友秋庭の依頼で、銀時計を盗み返すという仕事を引き受けた銀次郎は、忘れえぬ恋人、秋庭の妹の留伊と再会し愛を再燃させる。

## 公演期間と公演場所
- 1988年11月11日 - 12月20日（新人公演：12月2日） 宝塚大劇場
- 1989年3月4日 - 3月29日（新人公演：3月14日） 東京宝塚劇場

## スタッフ
※氏名の後ろに「宝塚」、「東京」の文字がなければ両公演共通
- 作曲・編曲：中元清純
- 編曲：小高根凡平、鞍富真一
- 音楽指揮：岡田良機（宝塚）、北沢達雄（東京）
- 振付：山田卓、冨士野高嶺
- 振付補：尚すみれ
- 擬闘：原義人
- 装置：石濱日出雄、関谷敏昭
- 衣装：静間潮太郎、中川菊枝
- 照明：今井直次
- 小道具：榎本満春
- 効果：扇野信夫
- 音響監督：松永浩志
- 演出助手：中村暁、小池修一郎
- 舞台進行：西村徳充
- 製作担当：柏原正一（東京）
- 制作：飯島健

## 主な配役
本公演
- 水野銀次郎 - 剣幸
- 留伊 - こだま愛
- アルバート・ジャクソン - 涼風真世
- 秋庭道隆 - 桐さと実
- 池野源十郎 - 若央りさ
- 美津 - 朝凪鈴
- 松五郎 - 未沙のえる
- 山川屋久兵衛 - 汝鳥伶
- 房 - 朝みち子
- 六郷弥太郎 - 久世星佳
- 初菊 - 紫とも
- 音吉 - 天海祐希
- 一ノ瀬雅和 - いつき吟夏
- 花助 - 京三紗
- かげろう - 羽根知里

新人公演（宝塚）
- 水野銀次郎 - 天海祐希
- 留伊 - 紫とも
- アルバート - 久世星佳
- 秋庭道隆 - 若央りさ
- 池野源十郎 - いつき吟夏
- 美津 - 羽根知里
- 松五郎 - 真山葉瑠
- 山川屋久兵衛 - 波音みちる
- ふさ - 千田真弓
- 六郷弥太郎 - 八汐祐季
- 初菊 - 朝吹南
- 音吉 - 大海ひろ

新人公演（東京）
- 水野銀次郎 - 天海祐希
- 留伊 - 紫とも
- アルバート - 久世星佳
- 秋庭道隆 - 若央りさ